# 亞洲鱉
亞洲鱉（學名：Amyda cartilaginea），又名中南半島大鱉，是一種鱉。牠們分佈在汶萊、柬埔寨、印尼、老撾、馬來西亞、緬甸、新加坡、泰國及越南。

## 保育狀況
其被列為《瀕危野生動植物種國際貿易公約》附錄二的物種，被限制出口及貿易。